# Hyposidra nigrata
Hyposidra nigrata är en fjärilsart som beskrevs av W. Warren 1900. Hyposidra nigrata ingår i släktet Hyposidra och familjen mätare. Inga underarter finns listade i Catalogue of Life.